# فراس شواط
فراس شواط (بالفرنسية: Firas Chaouat) لاعب كرة قدم دولي تونسي ولد يوم 8 مايو 1996 بمدينة صفاقس يلعب حالياً في النادي الاسماعيلي.
```
تكون في 
النادي الرياضي الصفاقسي
 وبدأ مسيرته الإحترافية سنة 
2015
. يعد حاليا من أفضل المهاجمين في تونس وأهم ركيزة للنادي الرياضي الصفاقسي سجل موسم 2017-18 20 هدف في 54 مباراة. في 
2018
 تم إستدعاءه لأول مرة 
للمنتخب التونسي
 من قبل المدرب 
فوزي البنزرتي
. حيث تألق في مباراته الأولى ضد 
المنتخب النيجيري
 في إطار 
تصفيات كأس الأمم الأفريقية 2019
، وسجل هدفين.
[
1
]
```

تم التقاعد مع نادي المحرق البحريني منذه تاريخ 01/08/2023

## الإحصائيات

### الإحصائيات الدولية
آخر تحديث 25 يوليو 2019.
| منتخب وطني | السنة   | مباريات | أهداف |
| ---------- | ------- | ------- | ----- |
| تونس       | 2018    | 3       | 2     |
| تونس       | 2019    | 5       | 0     |
| المجموع    | المجموع | 8       | 2     |

### الأهداف الدولية
| الهدف | التاريخ        | الملعب                   | الخصم  | الهدف | النتيجة | البطولة                         |
| ----- | -------------- | ------------------------ | ------ | ----- | ------- | ------------------------------- |
| 1.    | 16 أكتوبر 2018 | ملعب الجنرال سيني كونتشي | النيجر | 1–0   | 2–1     | تصفيات كأس الأمم الأفريقية 2019 |
| 2.    | 16 أكتوبر 2018 | ملعب الجنرال سيني كونتشي | النيجر | 2–0   | 2–1     | تصفيات كأس الأمم الأفريقية 2019 |

## الألقاب

### مع الأندية
كأس تونس: 2018–19

### الفردية
هداف الرابطة التونسية المحترفة الأولى: 2018–19

## روابط خارجية
- فراس شواط على موقع قاعدة بيانات كرة القدم.إي يو (الإنجليزية)
- فراس شواط على موقع ناشيونال فوتبول تيمز (الإنجليزية)
- فراس شواط على موقع Soccerway.com (الإنجليزية)